# Sfințești
Sfințești è un comune della Romania di 1 302 abitanti, ubicato nel distretto di Teleorman, nella regione storica della Muntenia.